# Saint-Martin-de-Gurson
Saint-Martin-de-Gurson is een gemeente in het Franse departement Dordogne (regio Nouvelle-Aquitaine) en telt 534 inwoners (2004). De plaats maakt deel uit van het arrondissement Bergerac.

## Geografie
De oppervlakte van Saint-Martin-de-Gurson bedraagt 24,3 km², de bevolkingsdichtheid is 22,0 inwoners per km².
De onderstaande kaart toont de ligging van Saint-Martin-de-Gurson met de belangrijkste infrastructuur en aangrenzende gemeenten.

## Demografie
Onderstaande figuur toont het verloop van het inwonertal (bron: INSEE-tellingen).

1. ↑  Populations de référence 2022.